# Cove

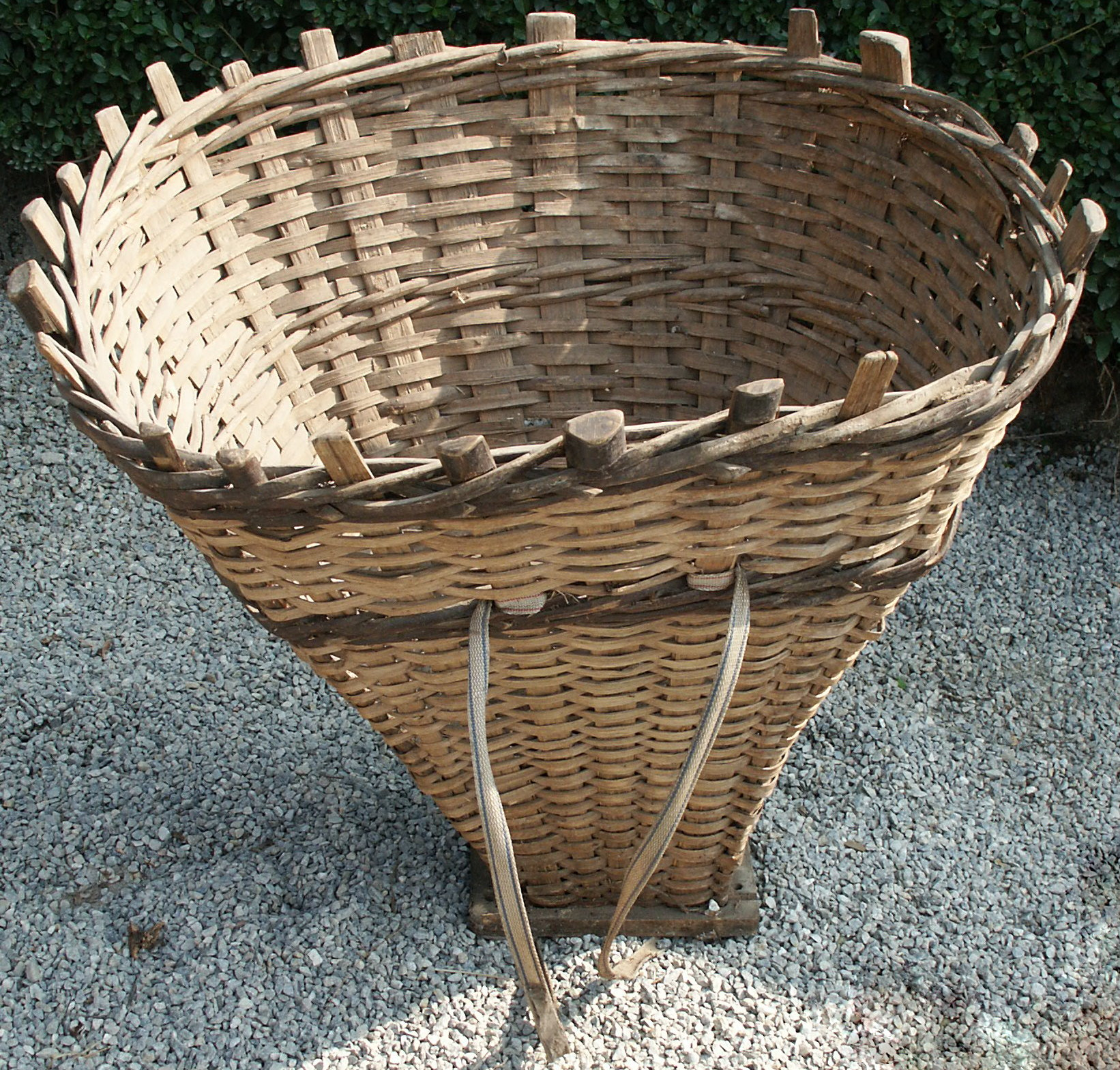
Cove

Un cove és un cistell portàtil relativament gran i més fondo que no pas ample.
La paraula cove deriva del grec κοφινος (cofinos), amb el mateix significat.
Testimoni de l'antiga popularitat d'aquest tipus de cistell és la pervivència de moltes frases fetes en català, com per exemple "demanar la lluna en un cove", "fer-la grossa com un cove" o "el que hi ha al cove, és peix; tota la resta és pesquera".
Els materials que es feien servir tradicionalment per a fer coves eren el vímet i la canya entrellaçats. Molt més moderns són els fets de plàstic.
Els coves sempre acostumen a portar nanses, quan es transportaven dalt del cap s'utilitzava una capçana intermèdia entre el cap i el cove, que era una rotllana feta de drap o d'un altre material tou.
Antigament els coves, igual que qualsevol tipus de cistell, tenien moltes utilitats. La més estesa, i que encara perdura, és la de veremar el raïm. En aquest cas el cove també rep el nom de veremador.
En fer la collita del raïm el collidor va omplint els coves i els aboca a un recipient més gran anomenat portadora o samal.
La pollera és un cove sense fondo utilitzat per guardar-hi els pollets.